# Алисултанов, Алисултан Султанмурадович
Алисултан Султанмурадович Алисултанов (род. август 1950, Рутул, Дагестанская АССР) — советский и российский дагестанский филолог и лексикограф, доктор филологических наук, профессор Дагестанского государственного педагогического университета, специалист по рутульскому языку, составитель рутульско-русского словаря.

## Биография
Родился в августе 1950 года в селе Рутул Рутульского района Дагестана.
В 1968—1973 годах обучался на англо-немецком отделении факультета иностранных языков Дагестанского государственного педагогического института (ДГПИ, ныне Дагестанский государственный педагогический университет, ДГПИ).
С 1973 года работал учителем английского языка в Рутульской средней школе, с 1976 года — в Рутульской средней школе № 2.
В 1980 году поступил в заочную аспирантуру при кафедре общего, сравнительно-исторического и типологического языкознания МГУ, в 1982 году перевёлся в очную аспирантуру. Учился под руководством Н. Г. Комлева. В 1984 году защитил диссертацию «Проблемы базисной лексики английского и рутульского языков (на примере глаголов)» и получил учёную степень кандидата филологических наук.
С 1985 года работает в ДГПИ/ДГПУ, занимал должности ассистента, старшего преподавателя, доцента, профессора и заведующего кафедрой английского языка факультета иностранных языков.
В 1965 году в ДГПУ защитил диссертацию «Редупликация в лезгинских языках» (на материалах собственно лезгинского, табасаранского, рутульского, агульского, цахурского, арчинского, крызского, будухского, хиналугского и удинского языков) и получил учёную степень доктора филологических наук.

## Научная деятельность
Область научных интересов — рутульский и другие лезгинские языки.
Автор более 100 научных трудов, в том числе трёх монографий. Совместно с Т. А. Сулеймановой составил рутульско-русский словарь (2019), ставший вторым после словаря К. Э. Джамалова и С. А. Семедова (2006). Словарь включает 30 тысяч слов, составлен на основе мухадского диалекта, но указывает параллельные диалектные варианты слов.

## Награды
- Заслуженный учитель Республики Дагестан (1992)[1].
- Почетный работник высшего профессионального образования Российской Федерации (2004)[1].